# Josef Schweichhart
Josef Schweichhart (5. ledna 1875 Krásno – 12. nebo 28. února 1952 Ödeshög) byl československý politik německé národnosti a meziválečný poslanec Národního shromáždění za Německou sociálně demokratickou stranu dělnickou v ČSR.

## Biografie
V období let 1899–1934 působil jako redaktor listu Volksboten v Podmoklech, v pozdější době byl i jeho vydavatelem. Zasedal v obecním zastupitelstvu v Podmoklech. Od jejího založení v únoru 1920 zastával post náměstka předsedy organizace Zentralverband der Kleinbauern und Häusier in der ČSR (Ústřední svaz malozemědělců a domkářů v ČSR). Podle údajů k roku 1929 byl redaktorem v Podmoklech.
V parlamentních volbách v roce 1920 získal za Německou sociálně demokratickou stranu dělnickou v ČSR poslanecké křeslo v Národním shromáždění. Mandát obhájil v parlamentních volbách v roce 1925 a parlamentních volbách v roce 1929.
Po anexi Sudet v roce 1938 strávil padesát dnů ve vazbě na gestapu v Děčíně. Po roce 1945 odešel do emigrace ve Švédsku. Zemřel tam v únoru 1952. Pohřben byl 24. února 1952 na hřbitově v Gränna.